# Pablo Dundo
Pablo Javier Dundo (San Fernando, Buenos Aires, 3 de marzo de 1976) es un exfutbolista argentino que se desempeñaba como extremo derecho.

## Historia
Tenía anticipo, dominio, buena proyección y podía jugar tanto de 4 como de 8. Surgió de Tigre, donde disputó un total de 196 partidos, participando en dos ascensos del club de Victoria a la B Nacional: 1995 y 1998.
Luego pasó a Tristán Suárez, club en el que se convirtió en ídolo a lo largo de cuatro años (del 2002 hasta el 2005), llegando en temporadas consecutivas a las finales del Reducido de Primera B Metropolitana y disputando la Promoción por un ascenso (ante Unión de Santa Fe) en 2003-04.
También vistió las camisetas de Almirante Brown, Atlanta, Flandria y Deportivo Laferrere.

## Trayectoria
| Club                | País      | Período   |
| ------------------- | --------- | --------- |
| Tigre               | Argentina | 1995-2002 |
| Tristán Suárez      | Argentina | 2002-2005 |
| Almirante Brown     | Argentina | 2005-2006 |
| Atlanta             | Argentina | 2006-2007 |
| Flandria            | Argentina | 2008-2009 |
| Deportivo Laferrere | Argentina | 2009-2011 |

## Palmarés

### Campeonatos nacionales
| Torneo                              | Club           | País      | Año     |
| ----------------------------------- | -------------- | --------- | ------- |
| Ascenso al Nacional B               | Tigre          | Argentina | 1995    |
| Ascenso al Nacional B               | Tigre          | Argentina | 1998    |
| Reducido de Primera B Metropolitana | Tristán Suárez | Argentina | 2003-04 |